# Jeanette Winterson

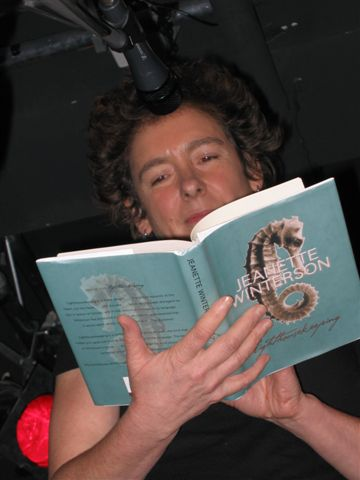
Jeanette Winterson, Varsavia (Polonia), 16 febbraio 2005

Jeanette Winterson (Manchester, 27 agosto 1959) è una scrittrice britannica.

## Biografia
Nata a Manchester, viene adottata da una coppia pentecostale che la cresce ad Accrington, Lancashire, nella speranza che diventi una missionaria cristiana. Fa coming out a 16 anni, annunciando alla famiglia di avere una relazione lesbica e andando via da casa subito dopo. Studia inglese al St Catherine's College a Oxford.
Dopo essersi trasferita a Londra, a ventisei anni pubblica il suo primo romanzo, Non ci sono solo le arance, vincendo il Whitbread First Novel Award. Il romanzo viene in seguito adattato in una serie TV dal titolo omonimo, che vince il BAFTA come migliore serie televisiva. Vincitrice nel 1987 del John Llewellyn Rhys Prize per Passione, in Italia si è imposta nel 1992 con Scritto sul corpo, romanzo che narra dell'amore onirico e passionale dell'entità che scrive verso una donna magnifica e sposata, diventando subito un libro di culto per la comunità lesbica e non solo.
La sua partner per 12 anni è stata Peggy Reynolds. Un'altra nota fidanzata è stata Pat Kavanagh, la sua agente. Nel giugno del 2014 è stata al centro di molte polemiche per aver catturato un coniglio nel proprio giardino, averlo ucciso, averlo scuoiato postando le foto su Twitter ed infine averlo mangiato. Nel 2015 ha sposato la psicoterapeuta Susie Orbach, autrice di Fat is a Feminist Issue.

## Opere
- Non ci sono solo le arance (Oranges Are Not The Only Fruit) (1985)
- Boating for Beginners (1985)
- Fit For The Future (1986)
- Passione (The Passion) (1987)
- Il sesso delle ciliegie (Sexing the Cherry) (1989)
- Oranges Are Not The Only Fruit: the script (1990)
- Scritto sul corpo (Written on the Body) (1992)
- Arte e menzogne (Art & Lies: A Piece for Three Voices and a Bawd) (1994)
- Great Moments in Aviation: the script (1995)
- Art Objects (1995)
- Simmetrie amorose (Gut Symmetries) (1997)
- The World and Other Places (1998)
- The Powerbook (2000)
- The King of Capri (2003)
- Il custode del faro (Lighthousekeeping) (2004)
- Weight (2005)
- Tanglewreck (2006)
- Gli dei di pietra (The Stone Gods) (2007)
- La battaglia del sole (The Battle of the Sun) (2011)
- Perché essere felice quando puoi essere normale? (Why Be Happy When You Could Be Normal?) (2012)
- Il cancello del crepuscolo (The Daylight Gate) (2012)
- Lo spazio del tempo (THE GAP OF TIME. The Winter’s Tale retold) (2015)
- Frankissstein. Una storia d'amore (Frankissstein. A love story) (2019)